# Slovensko na Zimních olympijských hrách 2022
Slovensko se účastnilo Zimních olympijských her 2022 v čínském Pekingu od 4. do 20. února 2022. Zastupovalo jej 50 sportovců (37 mužů a 13 žen) v 7 sportech.

## Medailisté
| Medaile | Jméno | Sport           | Soutěž      | Datum          |
| ------- | --- | --------------- | ----------- | -------------- |
| Zlato   | Petra Vlhová | Alpské lyžování | slalom      | 9. února 2022  |
| Bronz   | Slovenská hokejová reprezentace - Peter Cehlárik - Michal Čajkovský - Peter Čerešňák - Marko Daňo - Marek Ďaloga - Martin Gernát - Adrián Holešinský - Marek Hrivík - Libor Hudáček - Tomáš Jurčo - Miloš Kelemen - Samuel Kňažko - Branislav Konrád - Michal Krištof - Martin Marinčin - Šimon Nemec - Kristián Pospíšil - Pavol Regenda - Miloš Roman - Mislav Rosandić - Patrik Rybár - Juraj Slafkovský - Samuel Takáč - Matej Tomek - Peter Zuzin | Lední hokej     | turnaj mužů | 19. února 2022 |